# Gazosa
Gazosa est un groupe de pop rock italien, originaire de Rome. Il est formé en 1998 et actif jusqu'en 2003 (seule la chanteuse poursuit sa carrière depuis). En italien, gazosa signifie limonade. En 2009, Gazosa se réunit avec une nouvelle formation, qui change de nouveau en 2011.

## Biographie

### Débuts
La particularité saillante du groupe est le jeune âge des membres : 14 ans en moyenne à ses débuts officiels. Les membres ont en commun le fait qu'ils appris tôt les rudiments de la musique, du fait que leurs parents étaient pour la plupart musiciens. La première rencontre entre les membres du groupe s'effectue en 1998 à Rome, lorsque Jessica Morlacchi (11 ans, chanteuse et bassiste), Valentina (13 ans, claviériste) et Federico Paciotti (11 ans, guitariste) font la rencontre de Vincenzo Siani, surnommé Vinnie (12 ans, batteur).
L'intérêt commun et l'harmonie des quatre membres aboutissent à la naissance du premier embryon du groupe sous le nom, choisi par eux, Eta Beta : ils effectuent quelques apparitions dans le programme pour garçons Disney Club. Le nom du groupe est rapidement changé en Zeta Beta à l'occasion du premier enregistrement officiel de Mamma Mia d'ABBA (1999). L'album est publié sous la direction de Caterina Caselli, chanteuse et productrice avec qui le groupe signe un contrat le 21 juillet 1999. La Caselli produit, sous son propre label, l'album homonyme Gazosa, une compilation de reprises inédites principalement en anglais, sortie en 2000. 

### www.mipiacitu
La sortie de l'album, au label Sugar, ouvre au groupe de nombreuses occasions de performances : leur première apparition télévisée se fait dans le programme Taratata, diffusée sur Raiuno, suivie d'une participation au Festival du film de Giffoni ; la consécration devant le grand public a lieu en 2001, une année de grande satisfaction pour le quatuor grâce à trois événements majeurs : ils sont récompensés dans la catégorie « nouvelles propositions » à la 51e édition du Festival de Sanremo avec le morceau Stai con me (Forever) ; la première tournée estivale coïncide avec le succès du single www.mipiacitu, écrit et produit sous l'aile protectrice de Robyx (alias Savage), jingle déjà utilisé dans une campagne publicitaire de téléphonie avec le témoignage de Megan Gale, et le groupe participe au Festivalbar, ; et enfin le morceau Segui i sogni devient le générique film d'animation Atlantide, l'empire perdu.
Cet été-là, ils sortent leur deuxième album, également intitulé www.mipiacitu, le 1er juillet au label Universal Music.

### Retour à Sanremo et séparation
La reconnaissance artistique finale du groupe a lieu en 2002, avec une nouvelle participation au Festival de Sanremo qui classe la chanson Ogni giorno di più, dixième de la catégorie Big. Toujours cette année-là, ils enregistrent leur troisième album, Inseparabili, et effectuent leur deuxième et dernière tournée estivale.
L'année suivante, ils sortent leur dernier single, Nessuno mi può giudicare, une reprise du succès homonyme de Caselli, interprétée avec Tormento dei Sottotono, qui chante une partie rap inhabituelle de la chanson. En 2003, d'un commun accord entre membres, Gazosas se sépare. La chanteuse Jessica Morlacchi se lance dans une carrière solo.

### Retour
En 2009, Gazosa se réunit avec une nouvelle formation, aux côtés du batteur Vincenzo Siani. Les nouveaux membres sont : Jenny Di Domenico (chant), Marco Parisi (claviers), Paolo De Angelis (guitare) et Gaetano Francavilla (basse).
En 2011, la formation change de nouveau : Vincenzo Siani et Paolo De Angelis sont accompagnés par Anna Napoli (voix), Mizar di Muro (basse) et Giovanni Marino (claviers). 

## Membres

### Membres actuels
- Vincenzo Siani - batterie (1998-2003, depuis 2009)
- Paolo de Angelis - guitare (depuis 2009)
- Anna Napoli - chant (depuis 2011)
- Giovanni Marino - clavier (depuis 2011)
- Mizar di Muro - basse (depuis 2011)

### Anciens membres
- Jessica Morlacchi - chant, basse
- Federico Paciotti - guitare
- Valentina Paciotti - piano
- Vincenzo Siani - batterie

## Discographie
- 2002 : Www.Mipiacitu (single)
- 2002 : Inseparabili